# 河滨线 (南加州都会铁道)
河滨线（英語：Riverside Line）是南加州都会铁道运营的一条线路，来往于洛杉矶的联合车站和里弗赛德市的河滨站之间，行驶在联合太平洋铁路上。该线路只在周一至周五运营。2011年该线平日的平均载客量为5,161人次。
由于通勤列车和货运列车共用铁路，因此晚点的情况并不少见。2005年4月早上西行的列车准点率为90%，而东行的准点率只有72%。